# Austrosynapha cuzquena
Austrosynapha cuzquena är en tvåvingeart som beskrevs av Duret 1977. Austrosynapha cuzquena ingår i släktet Austrosynapha och familjen svampmyggor. Inga underarter finns listade i Catalogue of Life.